# Barreiras (gemeente)
Barreiras is een gemeente in de Braziliaanse deelstaat Bahia. De gemeente telt 157.638 inwoners (schatting 2017). De stad ligt aan weerszijden van de rivieroever van de Rio Grande.
De plaats is de zetel van het rooms-katholieke bisdom Barreiras.

## Aangrenzende gemeenten
De gemeente grenst aan Angical, Catolândia, Formosa do Rio Preto, Luís Eduardo Magalhães, Riachão das Neves, São Desidério, Novo Jardim (TO) en Ponte Alta do Bom Jesus (TO).

## Verkeer en vervoer
De plaats ligt aan de radiale snelweg BR-020 tussen Brasilia en Fortaleza. Daarnaast ligt ze aan de wegen BR-135, BR-242, BA-447, BA-455 en BA-827.